# 俺と仲間
『俺と仲間』（原題：I've Got My Own Album to Do）は、イングランドのロック・ミュージシャン、ロン・ウッドが1974年に発表した、ソロ名義では初のスタジオ・アルバム。当時ウッドはフェイセズのメンバーとして活動しており、フェイセズの所属レーベルであるワーナー・ブラザース・レコードから発売された。

## 背景
フェイセズのロッド・スチュワートとイアン・マクレガンに加えて、ローリング・ストーンズのキース・リチャーズ、ミック・ジャガー、ミック・テイラーもレコーディングに参加した。なお、ウッドは後にテイラーの後任としてローリング・ストーンズに加入している。
「俺の炎」は、ローリング・ストーンズの曲「イッツ・オンリー・ロックン・ロール」と同時期にミック・ジャガーと共作した曲で、ウッド自身の説明によれば、デモ・レコーディングには2人の他にウィリー・ウィークス、ケニー・ジョーンズ、デヴィッド・ボウイが参加したという。そして、「イッツ・オンリー・ロックン・ロール」はローリング・ストーンズ名義の曲として発表され、「俺の炎」が本作に収録される形となった。また、「一緒にやろうぜ」と「君のとっても大事なもの」は、ジャガー/リチャーズ作とクレジットされているが、実質的にはキース・リチャーズが提供した曲とされている。
「ファー・イースト・マン」はジョージ・ハリスンとの共作。ハリスンのヴァージョンはアルバム『ダーク・ホース』（1974年）に収録され、ドラムスは本作のヴァージョンと同様アンディ・ニューマークが担当している。
本作と同時期にレコーディングされた「ブリーズ・オン・ミー」は、シングル「俺の炎」のB面曲としてリリースされた後、次作『ナウ・ルック』（1975年）に収録された。また、この当時に作られた「フォーエヴァー」は、35年後に正式にレコーディングされ、アルバム『アイ・フィール・ライク・プレイング』（2010年）に収録された。
1985年にイギリスのサンダーボルトというレーベルから発売された再発盤は、タイトルが『Cancel Everything』に変更され、ジャケットもオリジナルLPと異なる。その後ワーナー・ブラザース・レコードやライノ・レコードから発売されたCDは、オリジナルLPに準じた形に戻された。
また、オリジナル盤のジャケットにはウッドの名前が「RON WOOD『S』」とクレジットされ、『S』の部分がペンで消されたようになっている。

## 評価
Stephen Thomas Erlewineはオールミュージックにおいて5点満点中4.5点を付け「ルースでご機嫌なアルバムを届けてくれた」と評している。また、2008年に本作のリマスターCDが発売された際、ニック・コールマンは『インデペンデント』紙のレビューにおいて「ロンは下手な歌手だが、そのことは別に問題でなく、グルーヴを聴くべきだ。とても中毒性が高く、とても古き良き音で、とても荒々しく、驚くほど楽しめる」と評している。

## 収録曲
特記なき楽曲はロン・ウッド作。11.はインストゥルメンタル。
1. 俺の炎 - "I Can Feel the Fire" - 4:55
2. ファー・イースト・マン - "Far East Man" (George Harrison, Ron Wood) - 4:40
3. ミスティファイズ・ミー - "Mystifies Me" - 3:19
4. あいつをごらんよ - "Take a Look at the Guy" - 2:33
5. 一緒にやろうぜ - "Act Together" (Mick Jagger, Keith Richards) - 4:25
6. 君に夢中だよ - "Am I Grooving You" (Bert Berns, Jeff Barry) - 3:41
7. 俺のシャーリー - "Shirley" - 5:21
8. 何もかもおしまいサ! - "Cancel Everything" - 4:40
9. 君のとっても大事なもの - "Sure the One You Need" (M. Jagger, K. Richards) - 4:12
10. フール・オブ・サムボディ - "If You Gotta Make a Fool of Somebody" (Rudy Clark) - 3:34
11. クロッチ・ミュージック - "Crotch Music" (Willie Weeks) - 6:05

## 参加ミュージシャン
- ロン・ウッド - ボーカル、ギター、スライドギター、ハーモニカ
- ロッド・スチュワート - ボーカル(on 3. 4. 10.)
- キース・リチャーズ - ギター(on 1. 4. 5. 6. 8. 9. 10. 11.)、ボーカル(on 5. 6. 8. 9. 10.)、ピアノ(on 5.)、エレクトリックピアノ(on 5.)
- ミック・ジャガー - ボーカル(on 1. 6.)、リズムギター(on 1.)
- ミック・テイラー - ベース(on 2. 7.)、ギター(on 4. 7.)、エレクトリックピアノ(on 7.)、アープ・シンセサイザー(on 10.)
- マーティン・クイッテントン - アコースティック・ギター(on 3.)
- イアン・マクレガン - オルガン(on 1. 3. 5. 10.)、エレクトリックピアノ(on 2. 4.)、アープ・シンセサイザー(on 6. 7. 11.)、ピアノ(on 9.)
- ジーン・ラッセル - オルガン(on 2.)、ピアノ(on 8.)、エレクトリックピアノ(on 8.)
- ウィリー・ウィークス - ベース(on 1. 4. 5. 6. 8. 9. 10. 11.)
- ピーター・シアーズ - ベース(on 3.)、チェレステ(on 3.)
- アンディ・ニューマーク - ドラムス(on 1. 2. 4. 5. 6. 7. 8. 9. 10. 11.)
- ミック・ウォーラー - ドラムス(on 3.)
- ロス・ヘンダーソン&スターリング - スティール・ドラム(on 1.)
- アイリーン・チャンター - バッキング・ボーカル(on 5. 8.)
- ルビー・ターナー - バッキング・ボーカル(on 5. 8.)
- ドリーン - バッキング・ボーカル(on 5. 8.)